# Kurt Gerron

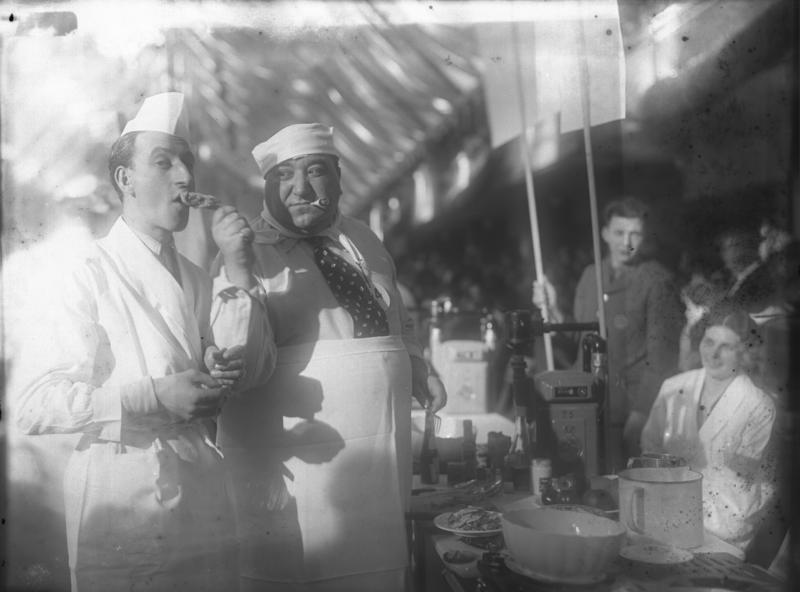
Kurt Gerron (rechts), samen met Siegfried Arno (links) als komisch duo op een kookbeurs in Berlijn (1931)

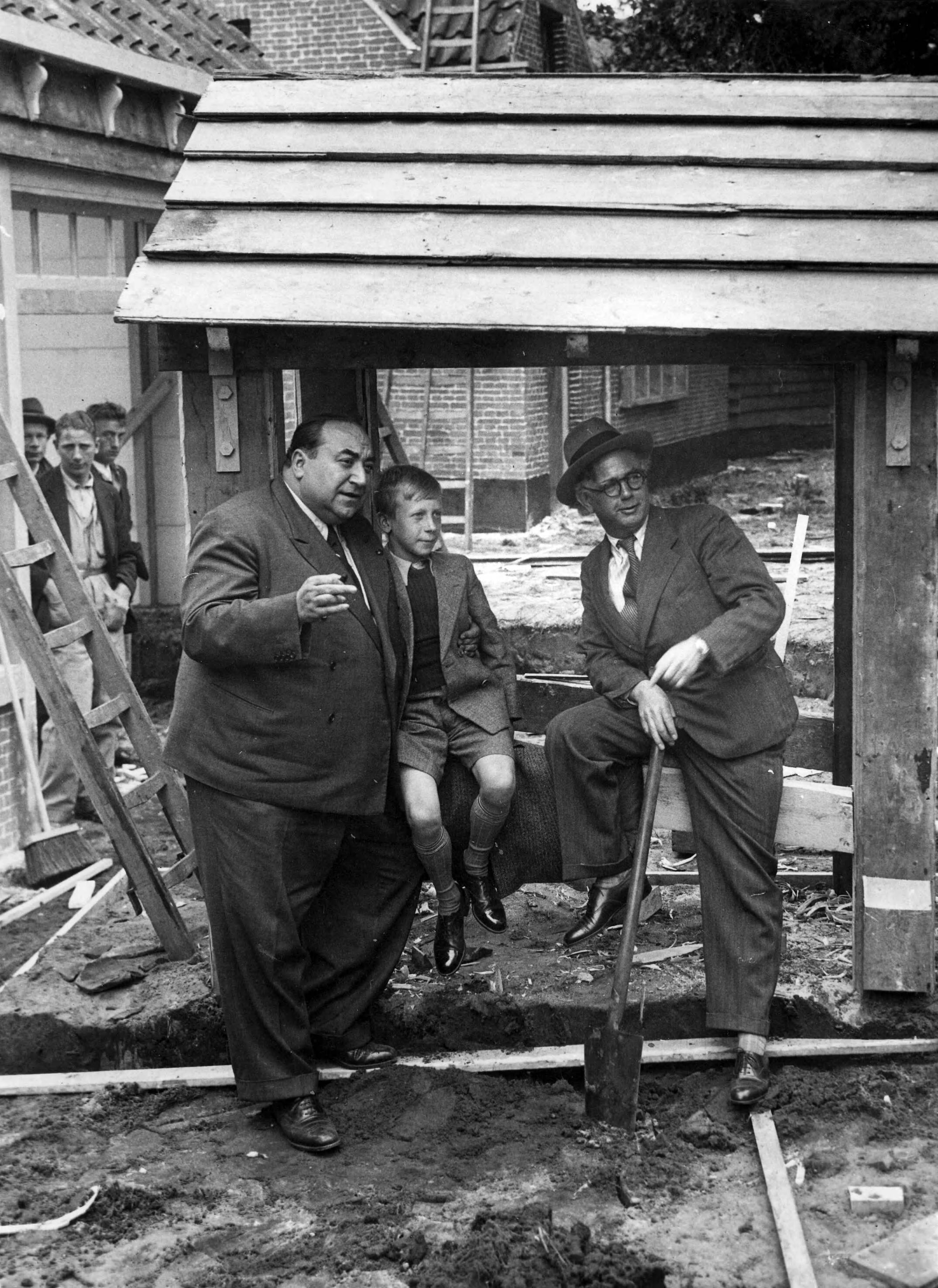
Kurt Gerron, Marcel Krols als Merijntje Gijzen en A.M. de Jong (film 1936)

Kurt Gerron (Berlijn, 11 mei 1897 – Auschwitz, 15 november 1944) was een Duits-joodse acteur en filmregisseur.

## Biografie
Kurt Gerron was afkomstig uit een Joodse familie in Berlijn. Gerron was zijn artiestennaam, zijn echte naam was Gerson. Gerron studeerde eerst geneeskunde, maar werd in 1920 acteur. Gerson diende in de Eerste Wereldoorlog in de loopgraven van Ieper. Hij raakte zwaargewond en als gevolg daarvan impotent. Als beginnend student geneeskunde vervulde hij medische taken. Hij trad op in films zoals Der blaue Engel met Marlene Dietrich als tegenspeelster en op het toneel in de rol van Brown (het hoofd van de politie in Londen) in de première van de Dreigroschenoper in Berlijn in 1928. In deze opera zong hij de oorspronkelijke versie van het latere wereldberoemde nummer Die Moritat vom Räuber Mackie Messer (Mack the knife). Kurt Gerron zou in meer dan 70 films spelen.
Gerron werd in 1933 nadat de nazi's de macht hadden overgenomen in Duitsland een reis aangeboden naar Hollywood maar hij weigerde en bleef achter in Europa. Hij verliet Duitsland en reisde eerst naar Frankrijk en later naar Nederland.
In de periode 1933 tot 1940 werkte hij aan verschillende Nederlandse films mee, waaronder de succesvolle boekverfilming in 1936 van Merijntje Gijzen's Jeugd van A.M. de Jong. In 1937 regisseerde hij de Nederlandstalige stemmen voor de tekenfilm Sneeuwwitje en de zeven dwergen.
Nadat het Duitse leger Nederland na 10 mei 1940 had bezet, werd hij geïnterneerd in het Kamp Westerbork. Op 25 februari 1944 werd hij getransporteerd naar het concentratiekamp Theresienstadt. Hij verzorgde daar een cabaret genaamd  Karussell voor de kampbewoners.
In 1944 werd Gerron door de nazi's verzocht om een propagandafilm te maken die liet zien hoe humaan het leven was in Theresienstadt. Toen de opname klaar was, moest Kurt Gerron definitief op transport naar Auschwitz. Hij werd direct na aankomst vergast (en dat terwijl juist de dag daarop in opdracht van Reichsfuhrer SS Heinrich Himmler de gaskamers definitief buiten werking werden gesteld). Gerrons film had waarschijnlijk de titel Theresienstadt: Ein Dokumentarfilm aus dem jüdischen Siedlungsgebiet met ondertitel Der Führer schenkt den Juden eine Stadt. De film is waarschijnlijk nooit compleet voltooid; er zijn slechts fragmenten van bekend.

## Nalatenschap
Gerron is het onderwerp van twee documentairefilms, Prisoner of Paradise en Kurt Gerrons Karussell. Prisoner of Paradise is een Canadese documentaire uit 2003 geregisseerd door Malcolm Clarke en Stuart Sender. De film vertelt het waargebeurde verhaal van Kurt Gerron. Het boek met de oorspronkelijke titel Gerron (2011) van Charles Lewinsky, in het Nederlands Terugkeer Ongewenst (2012), vertelt het levensverhaal van Gerron in romanvorm, niet biografisch.

## Films waaraan Gerron in Nederland meewerkte
- Het mysterie van de Mondscheinsonate, 1935
- Merijntje Gijzens Jeugd, 1936
- De drie wensen, 1937

## Filmografie

### Als acteur

#### Stomme films
- 1920: Spuk auf Schloß Kitay (regie: Paul Legband)
- 1921: Die Präriediva (regie: Carl Boese)
- 1921: Die Apotheke des Teufels (regie: Bruno Eichgrün)
- 1922: Der Held des Tages (regie: Rudi Bach)
- 1922: Wege des Lasters (regie: Franz Hofer)
- 1922: Frau Sünde (regie: Fred Sauer)
- 1925: Die Schmiede (regie: Martin Berger)
- 1925: O alte Burschenherrlichkeit (regie: Helene Lackner, Eugen Rex)
- 1925: Varieté
- 1925: Halbseide
- 1925: Vorderhaus und Hinterhaus
- 1926: Der goldene Schmetterling (regie: Michael Kertesz – de latere Michael Curtiz)
- 1926: Wien – Berlin (regie: Hans Steinhoff)
- 1926: Die drei Mannequins (regie: Jaap Speyer)
- 1926: Die Kleine und ihr Kavalier (regie: Richard Löwenbein)
- 1926: Annemarie und ihr Ulan (regie: Erich Eriksen)
- 1926: Im weißen Rößl
- 1926: Als ich wiederkam
- 1926: Der Soldat der Marie (regie: Erich Schönfelder)
- 1926: Mädchenhandel – Eine internationale Gefahr (regie: Jaap Speyer)
- 1926: Eine tolle Nacht
- 1927: Die Tragödie eines Verlorenen
- 1927: Die schönsten Beine von Berlin (regie: Willi Wolff)
- 1927: Einbruch (regie: Franz Osten)
- 1927: Die Dame mit dem Tigerfell (regie: Willi Wolff)
- 1927: Üb’ immer Treu’ und Redlichkeit (regie: Reinhold Schünzel)
- 1927: Sein größter Bluff
- 1927: Glanz und Elend der Kurtisanen (regie: Manfred Noa)
- 1927: Pique Dame (regie: Alexander Rasumny)
- 1927: Feme
- 1927: Gefährdete Mädchen (regie: Heinz Schall)
- 1927: Die weiße Spinne (regie: Carl Boese)
- 1927: Ein Tag der Rosen im August … da hat die Garde fortgemußt (regie: Max Mack)
- 1927: Ein schwerer Fall (regie: Felix Basch)
- 1927: Gehetzte Frauen (regie: Richard Oswald)
- 1927: Die Pflicht zu schweigen (regie: Carl Wilhelm)
- 1927: Das Frauenhaus von Rio
- 1927: Ramper, der Tiermensch
- 1927: Das tanzende Wien (regie: Friedrich Zelnik)
- 1927: Der große Unbekannte
- 1927: Wer wirft den ersten Stein (regie: Erich Eriksen)
- 1927: Dr. Bessels Verwandlung
- 1927: Benno Stehkragen (regie: Trude Santen)
- 1927: Manege (regie: Max Reichmann)
- 1928: Liebe und Diebe (regie: Carl Froelich)
- 1928: Heut’ tanzt Mariett (regie: Friedrich Zelnik)
- 1928: Vom Täter fehlt jede Spur (regie: Constantin J. David)
- 1928: Casanovas Erbe (regie: Manfred Noa)
- 1928: Die Yacht der sieben Sünden (regie: Jakob Fleck, Luise Fleck)
- 1928: Unmoral (regie: Willi Wolff)
- 1928: Die Regimentstochter (regie: Hans Behrendt)
- 1929: Wir halten fest und treu zusammen (regie: Herbert Nossen)
- 1929: Nachtgestalten
- 1929: Aufruhr im Junggesellenheim
- 1929: Die Flucht vor der Liebe (regie: Hans Behrendt)
- 1929: Adieu, Mascotte (regie: Wilhelm Thiele)
- 1929: Die weiße Hölle vom Piz Palü (in de oorspronkelijke versie)
- 1929: Tagebuch einer Verlorenen

#### Geluidsfilms
- 1930: Liebe im Ring
- 1930: Der blaue Engel
- 1930: Die vom Rummelplatz (regie: Carl Lamac)
- 1930: Die Drei von der Tankstelle
- 1930: Dolly macht Karriere (regie: Anatole Litvak)
- 1930: Einbrecher
- 1930: Die Marquise von Pompadour (regie: Willi Wolff)
- 1930: Ihre Majestät die Liebe (regie: Joe May)
- 1931: Der Weg nach Rio
- 1931: Salto Mortale (regie: Ewald André Dupont)
- 1931: Bomben auf Monte Carlo
- 1931: Eine Nacht im Grandhotel (regie: Max Neufeld)
- 1932: Vater geht auf Reisen (regie: Carl Boese)
- 1932: Man braucht kein Geld
- 1932: Zwei in einem Auto (regie: Joe May)

### Als regisseur
- 1926: Der Liebe Lust und Leid
- 1931: Der Stumme von Portici
- 1931: UFA-Kabarett (filmreeks met in totaal 6 afleveringen)
- 1931: Meine Frau, die Hochstaplerin
- 1932: Es wird schon wieder besser
- 1932: Ein toller Einfall
- 1932: Der weiße Dämon
- 1933: Heut’ kommt’s drauf an
- 1933: Kind, ich freu’ mich auf Dein Kommen (beëindigd door Erich von Neusser)
- 1933: Une femme au volant
- 1933: Incognito
- 1934: Bretter, die die Welt bedeuten
- 1935: Das Geheimnis der Mondscheinsonate (Het mysterie van de Mondscheinsonate)
- 1936: Merijntje Gijzen’s Jeugd
- 1936: Een dag bij de A.V.R.O. (documentaire film)
- 1937: De drie wensen
- 1944: Theresienstadt. Een documentaire uit de Joodse nederzettingen (De regie werd aan Gerron opgedrongen.)

## Dokumentaire film
- Kurt Gerron – Gefangen im Paradies / Prisoner of paradise, van Malcolm Clarke en Stuart Sender, USA, 2002.
- Kurt Gerrons Karussell, van Ilona Ziok, met Ute Lemper, Bente Kahan, Ben Becker, Max Raabe, Manuel Göttsching, Roy Kift, D, 1999.